# Flughafen Bodrum-Milas

i8
i11
i13
Der Flughafen Bodrum-Milas, auch Flughafen Milas-Bodrum oder Flughafen Bodrum (türkisch Bodrum-Milas Havalimanı, Milas-Bodrum Havalimanı oder Bodrum Havalimanı, IATA-Code: BJV, ICAO-Code: LTFE) ist ein türkischer Verkehrsflughafen mit internationalem Status nahe der Touristenstädte Bodrum und Milas in der Provinz Muğla. Er wird durch TAV Airports Holding betrieben.
2024 wurden am Flughafen über 4,3 Millionen Passagiere abgefertigt.

## Geschichte
Der Flughafen wurde 1997 dem Betrieb übergeben und wird ausschließlich zivil genutzt. Zuvor war jahrelang über den Bau diskutiert worden, voran über die Lage, da zahlreiche Bevölkerungsorganisationen und Naturschützer den ursprünglich angepeilten Ort, etwas näher an der Küste, ablehnten und letztendlich erfolgreich verhinderten. Der Bau des Flughafens wurde als Existenzgrundlage für die touristische Entwicklung in der Region angesehen.
Das erste Flughafengebäude wurde am 1. April 1997 in Betrieb genommen und wurde von 1998 bis 2012 als Inlandsterminal genutzt. Das zweite Terminal wurde für den internationalen Verkehr am 30. April 1998 eingeweiht. Wegen stark gestiegener Passagierzahlen wurde das internationale Terminal 2012 durch einen größeren Bau ersetzt.

## Grundinformationen
Der Flughafen verfügt über Passagieranlagen mit einer Kapazität von 5.000.000 Passagieren pro Jahr und eine 3000 Meter lange und befestigte Start- und Landebahn, die über Instrumentenlandesystem (ILS) verfügt. Das Vorfeld hat eine Größe von 800 × 200 Meter und kann 28 Verkehrsflugzeuge aufnehmen. Parallel zur einzigen Start- und Landebahn verläuft ein 3000 Meter langer Rollweg, der die Effizienz der Start- und Landebahn steigert.

## Terminals
Die Passagieranlagen des Flughafens setzen sich aus zwei Terminals zusammen, einem Terminal für internationalen Verkehr und einem Inlandsterminal. Neben ihrer Bauart und dem unterschiedlichen Aussehen differenzieren sich die beiden Terminals vor allem abfertigungstechnisch durch die unterschiedlichen Passkontrollen. Beide Terminals liegen etwa 10 Minuten Fußweg voneinander entfernt.
| Terminals                | Kapazität | Terminalfläche | Parkplätze (Anzahl und Fläche) | Parkplätze (Anzahl und Fläche) | Parkplätze (Anzahl und Fläche) | Check-in-Schalter | Gepäckausgabebänder |
| Terminals                | Kapazität | Terminalfläche | Bus                            | Pkw                            | Personal                       | Check-in-Schalter | Gepäckausgabebänder |
| Inlandsterminal          | 2.000.000 | 16.500 m²      | 400 / 13.500 m²                | 400 / 13.500 m²                | 400 / 13.500 m²                | 26                | 4                   |
| Internationales Terminal | 5.000.000 | 95.683 m²      | 114 / 12.360 m²                | 287 / 6.300 m²                 | 315 / 8.000 m²                 | 66                | 5                   |

Das Inlandsterminal ist seit April 1998 in Betrieb, wobei es bis vor 2012 internationale Flüge aufnahm. Das ehemalige internationale Terminal wurde durch einen Neubau ersetzt, der nach einem Build-Operate-Transfer-Verfahren zwischen 2006 und 2012 geplant und errichtet wurde. Bis vor Kurzem war am Flughafen immer der staatliche Betreiber für Bau und Betrieb verantwortlich, lediglich kleinere Firmen wie Bodenabfertiger (Havaş und Çelebi Holding sind momentan aktiv) konnten privat sein. Seit 15. Juli 2014 ist TAV Airports Holding der Betreiber des Inlandterminals und seit 22. Oktober 2015 auch des internationalen Terminals.
Die Eröffnung des neuen internationalen Terminals erfolgte am 16. Mai 2012. Im neuen Bau befinden sich Informationsschalter, Fundbüro, VIP- und CIP-Räume, Wartebereich für Personen deren Einreise verweigert wird, Gebetsräume, Kinderbetreuungseinrichtung, Duty-Free-Geschäfte, Gastronomiebetriebe, medizinischer Service, Autovermieter, Banken und Poststelle.

## Anbindung
Die ihm zugeordnete Stadt Bodrum liegt etwa 35 Kilometer entfernt, Milas um die 18 Kilometer. Der Flughafen ist mit Taxi, mit dem Auto oder Reisebus und Flughafenshuttlebus zu erreichen. Der Flughafen ist an die Fernstraße D-330 angebunden, über die man beide Orte bequem und schnell erreichen kann.
Der Flughafenbus wird durch die Firma Havaş betrieben. Die Abfahrtszeiten richten sich nach dem Abflug und der Ankunft der Flugzeuge und der Bus pendelt auf der Strecke zwischen Flughafen und Stadtzentrum von Bodrum. Eine Fahrt in eine Richtung dauert ungefähr 45 Minuten und kostet pro Strecke etwa zehn Türkische Lira. Auf der Strecke zwischen dem Flughafen und der Stadt werden auch diverse Zwischenhalte bedient.

## Fluggesellschaften und Ziele
Der Flughafen wird neben dem Inlandsverkehr auch durch den internationalen Tourismusverkehr bestimmt. Das führt zu zahlreichen über die Sommermonate saisonal geflogenen Frequenzen.
Die meisten Frequenzen führen im Sommer nach Großbritannien, wo mehrere Linien- und Charterfluggesellschaften um Passagiere kämpfen.
Der deutschsprachige Raum kann ebenfalls saisonale Linienflugverbindungen nach Bodrum vorzeigen. So kommen im Sommer zum Beispiel Flüge aus Frankfurt nach Bodrum. Weitere internationale Ziele liegen im mitteleuropäischen Raum und in Osteuropa.
Die meisten Inlandsflüge werden ganzjährig geflogen, wobei es hier zu dichteren Frequenzen im Sommer kommt.

## Verkehrszahlen
| Jahr | Passagiere | Veränderung zum Vorjahr |
| ---- | ---------- | ----------------------- |
| 2024 | 4.375.662  | ▲ 7,9 %                 |
| 2023 | 4.056.447  | ▲ 3,9 %                 |
| 2022 | 3.904.083  | ▲ 34,2 %                |
| 2021 | 2.935.236  | ▲ 98,3 %                |
| 2020 | 1.493.455  | ▼ 65,6 %                |
| 2019 | 4.344.767  | ▲ 4,0 %                 |
| 2018 | 4.176.112  | ▲ 19,3 %                |
| 2017 | 3.501.530  | ▲ 8,7 %                 |
| 2016 | 3.221.776  | ▼ 16,9 %                |
| 2015 | 3.877.873  | ▲ 0,8 %                 |
| 2014 | 3.846.547  | ▲ 6,0 %                 |
| 2013 | 3.628.320  | ▲ 2,8 %                 |
| 2012 | 3.530.460  | ▲ 4,2 %                 |
| 2011 | 3.388.335  | ▲ 9,8 %                 |
| 2010 | 3.085.187  | ▲ 10,9 %                |
| 2009 | 2.780.944  | ▲ 1,1 %                 |
| 2008 | 2.749.788  | ▲ 6,7 %                 |
| 2007 | 2.578.100  | ▬                       |